# Lista de municípios da Baja California Sur

Mapa do México com a Baixa Califórnia do Sul em destaque

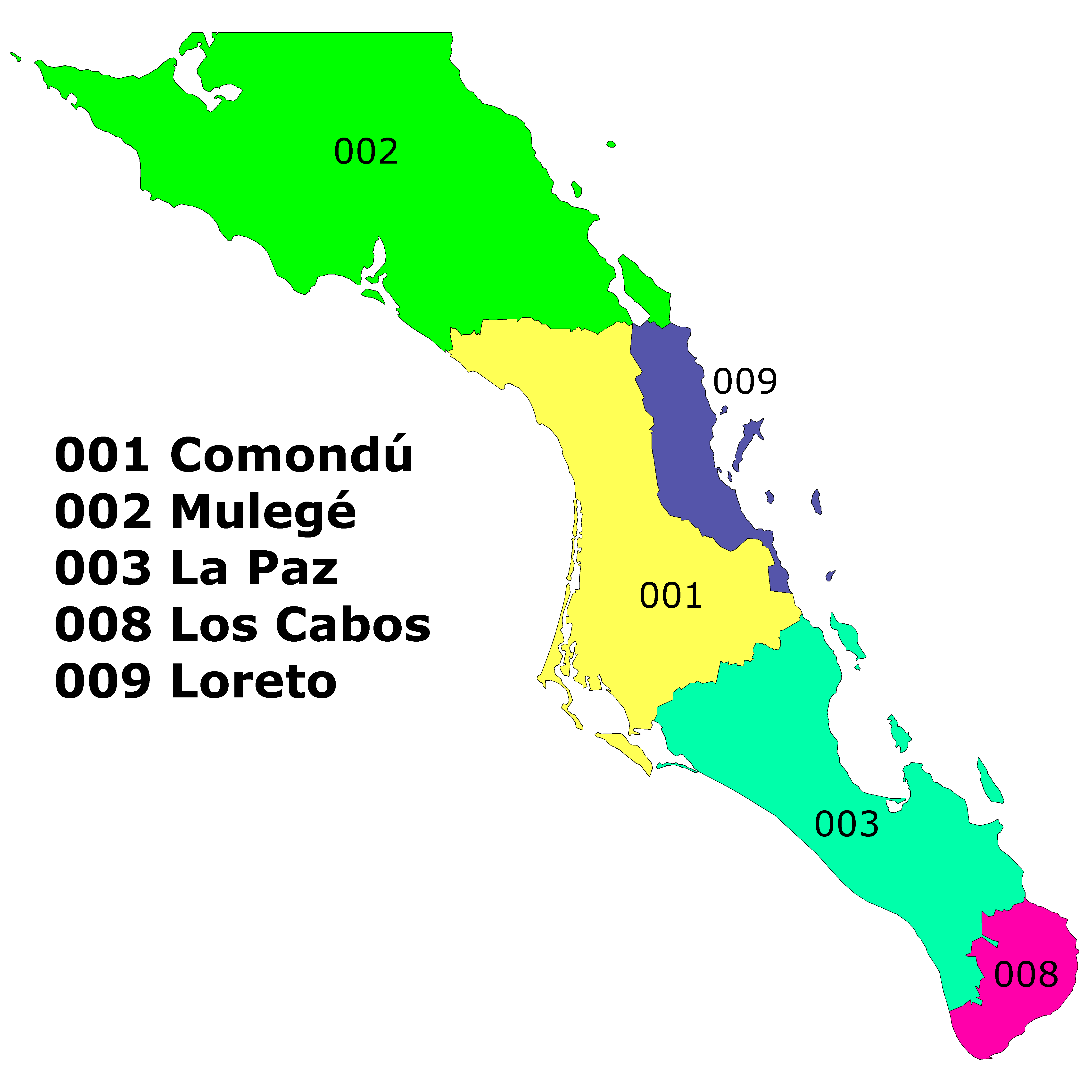
Municípios da Baixa Califórnia do Sul desde 1992.

A Baixa Califórnia do Sul é um estado no noroeste do México dividido em cinco municípios. De acordo com a Estimativa Intercensal Mexicana de 2020, a Baixa Califórnia do Sul é o segundo estado menos populoso, com 798 447 habitantes e o 11º maior em área de 74 745,12 quilômetros quadrados (28.859,25 mi²).
Os municípios na Baixa Califórnia do Sul são administrativamente autônomos do estado de acordo com o artigo 115 da Constituição do México de 1917.  A cada três anos, os cidadãos elegem um presidente municipal por um sistema de pluralidade dos votos, que dirige um conselho municipal concomitantemente eleito (ayuntamiento) responsável pela prestação de todos os serviços públicos aos seus constituintes. O conselho municipal consiste em um número variável de conselheiros e vereadores (regidores y síndicos). Os municípios são responsáveis pelos serviços públicos (como água e esgoto), iluminação pública, segurança pública, trânsito, fiscalização de matadouros e manutenção de parques públicos, jardins e cemitérios. Eles também podem auxiliar os governos estadual e federal em educação, emergência de incêndio e serviços médicos, proteção ambiental e manutenção de monumentos e marcos históricos. Desde 1984, eles têm o poder de cobrar impostos sobre a propriedade e taxas de uso, embora mais recursos sejam obtidos dos governos estadual e federal do que de sua própria receita.

## Municípios
Esta lista é classificável. Clique no ícone  no cabeçalho da coluna para alterar a chave e a ordem de classificação.

 †   Capital do estado 
| Código INEGI            | Nome                    | Sede Municipal          | População (2020) | Área          | Data da Incorporação    |
| ----------------------- | ----------------------- | ----------------------- | ---------------- | ------------- | ----------------------- |
| 001                     | Comondú                 | Ciudad Constitución     | 73 021           | 18 367,99 km² | 22 de abril de 1850     |
| 002                     | Mulegé                  | Santa Rosalía           | 64 022           | 32 111,91 km² | 22 de abril de 1850     |
| 003                     | La Paz†                 | La Paz                  | 292 241          | 15 868,46 km² | 16 de fevereiro de 1831 |
| 008                     | Los Cabos               | San José del Cabo       | 351 111          | 3 760,02 km²  | 10 de abril de 1980     |
| 009                     | Loreto                  | Loreto                  | 18 052           | 4 636,74 km²  | 2 de julho de 1822      |
| Baixa Califórnia do Sul | Baixa Califórnia do Sul | Baixa Califórnia do Sul | 798 447          | 74 745,12 km² | —                       |

## Galeria

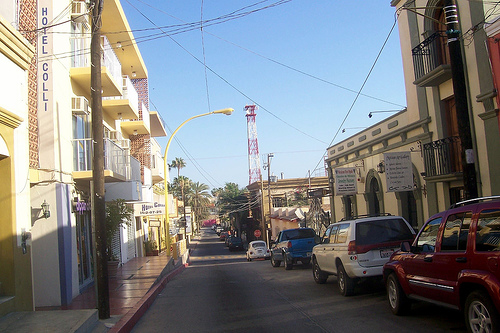
Cidade de San José del Cabo em Los Cabos, o maior município em população na Baixa Califórnia do Sul
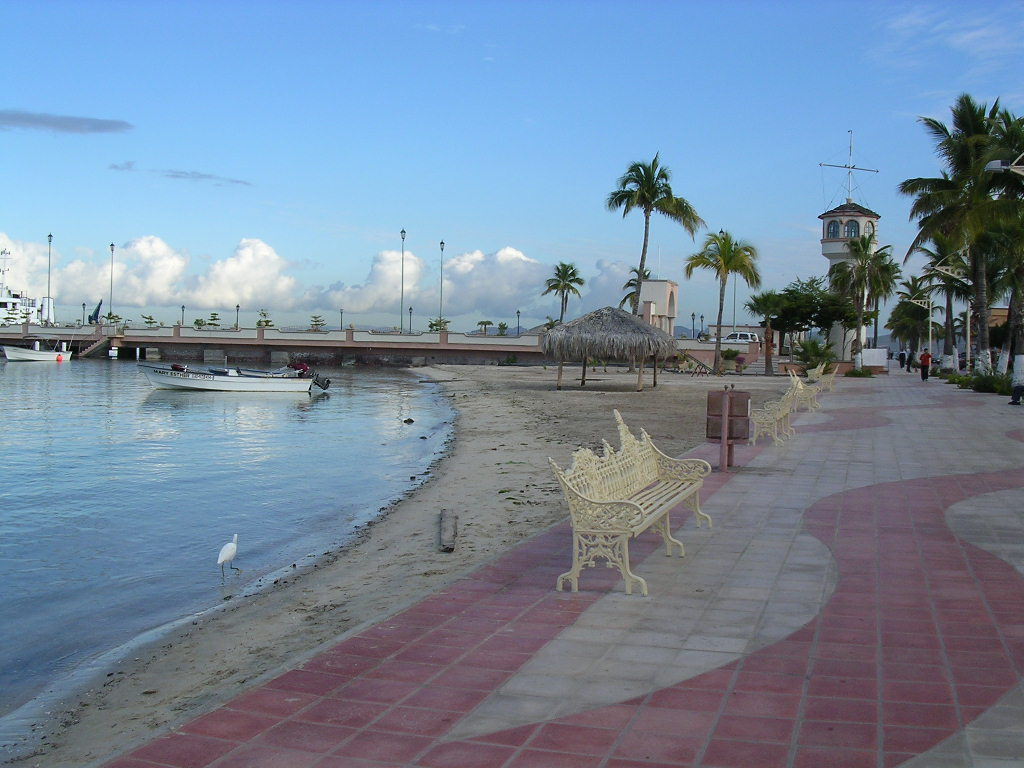
La Paz, capital do estado de Baixa Califórnia do Sul e o segundo maior em população
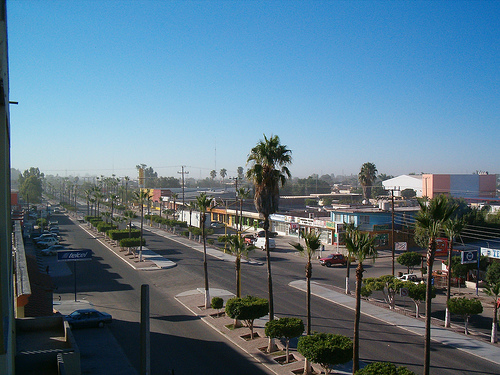
Centro da Ciudad Constitución em Comondú, o terceiro maior município em população na Baixa Califórnia do Sul